# Schinhorn
Das Schinhorn ist ein 3796 m ü. M. hoher Berg in den Berner Alpen.

## Lage
Der Berg liegt im Kanton Wallis zwischen dem oberen Lötschental im Norden und dem Oberaletschtal im Süden und Osten. Nach Südwesten ist es über den Beichgrat (3294 m ü. M.) mit dem ähnlich hohen Breithorn verbunden, nach Nordosten verläuft ein Grat über das Distlighorn und das Sattelhorn zum Aletschhorn und nach Süden zieht ein Grat über die Wysshörner zum Zusammenfluss von Beichgletscher und Oberaletschgletscher.
Nördlich des Schinhorns befinden sich drei kleine Hanggletscher, von denen der nördlichste im Jahr 2008 noch mit dem Langgletscher verbunden war. Die Ostflanke dient als Nährgebiet des Oberaletschgletschers, während die Südwestflanke den Beichgletscher speist, der den westlichen Zufluss in den Oberaletschgletscher darstellt. Der Abfluss erfolgt im Norden über die Lonza und im Süden über die Massa zur Rhone und von dort ins Mittelmeer.

## Routen
Das Schinhorn wurde erstmals von Ernst Justus Haeberlin mit Johann und Andreas von Weissenfluh am 30. August 1869 bestiegen.
Obwohl der Berg eine hervorragende Aussicht auf umgebenden Gipfel der Berner Alpen und die Walliser Alpen bietet, wird er relativ selten begangen. Dies liegt zum einen an seiner abgeschiedenen Lage, zum anderen an seiner niedrigeren Höhe im Vergleich imposanterer Nachbargipfel. Der einfachste Aufstieg führt von der Oberaletschhütte über die Südflanke auf den Gipfel und wird auf der SAC-Hochtourenskala als WS gewertet. In der Gipfelflanke trifft man auf 42–45° steile Firnhänge, wobei diese im Spätsommer oft Blankeis aufweisen. Weitere, schwierigere Routen existieren von der Lötschenlücke (Hollandiahütte) oder vom Beichpass (Anenhütte) her. Die Skitourenschwierigkeit liegt bei WS+ von unterhalb des Gipfelhangs, vom Gipfel sind es S+.